# Eleição municipal de Petrolina em 2004
A eleição municipal de Petrolina ocorreu no dia 3 de outubro de 2004 para a eleição de um prefeito, um vice-prefeito e de 13 vereadores para a administração da cidade. Não houve segundo turno, mesmo que os candidatos não atinjam 50%+1 dos votos validos pois a cidade não tinha o numero de eleitores mínimos exigidos pela constituição pra eleição em dois turno. O prefeito e o vice-prefeito eleitos assumiram os cargos no dia 1 de janeiro de 2005 e seus mandatos terminaram no dia 31 de dezembro de 2008.
O então prefeito Fernando Bezerra Coelho concorreu a reeleição, e fui o primeiro prefeito reeleito de Petrolina em mandato consecutivos.

## Candidatos aPrefeitode Petrolina
| N  | Candidatos a Prefeito | Candidatos a Prefeito   | Candidatos a Prefeito | Candidatos a Vice-prefeito | Candidatos a Vice-prefeito | Coligação                                                                     |
| -- | --------------------- | ----------------------- | --------------------- | -------------------------- | -------------------------- | ----------------------------------------------------------------------------- |
| 23 |                       | Fernando Bezerra Coelho | PPS                   | Odacy Amorim de Souza      | PPS                        | Unidade por Petrolina PPS, PSL, PAN, PRTB, PV, PRP, PSDB, PRONA               |
| 40 |                       | Gonzaga Patriota        | PSB                   | Neuma de Sá Guedes         | PT                         | Frente Popular de Petrolina PSB, PT, PDT, PTB, PTN, PSC, PL, PSB, PC do B, PP |
| 25 |                       | Osvaldo Coelho          | PFL                   | Jose Novaes Diniz Carvalho | PFL                        | Avança Petrolina PFL, PSDC, PMN, PTC, PT do B                                 |

## Resultados

### Prefeito
| Candidato               | Candidato Vice             | 1º Turno 5 de outubro de 2008 | 1º Turno 5 de outubro de 2008 |
| Candidato               | Candidato Vice             | Votação                       | Votação                       |
| Candidato               | Candidato Vice             | Total                         | Porcentagem                   |
| ----------------------- | -------------------------- | ----------------------------- | ----------------------------- |
| Fernando Bezerra Coelho | Odacy Amorim de Souza      | 41.001                        | 38,4%                         |
| Gonzaga Patriota        | Neuma de Sá Guedes         | 37.460                        | 35%                           |
| Osvaldo Coelho          | Jose Novaes Diniz Carvalho | 28.377                        | 26,6%                         |
| Total de votos válidos  | Total de votos válidos     | 106.838                       | 100%                          |
| Votos apurados          |                            |                               |                               |
| Votos Válidos           | Votos Válidos              | 106.838                       | 92%                           |
| Votos Brancos           | Votos Brancos              | 1.534                         | 1%                            |
| Votos Nulos             | Votos Nulos                | 7.001                         | 6%                            |
| Total votos Apurados    | Total votos Apurados       | 115.373                       | 100%                          |
| Eleitores               |                            |                               |                               |
| Comparecimento          | Comparecimento             | 115.373                       | 84%                           |
| Abstenções              | Abstenções                 | 21.471                        | 15%                           |
| Total de eleitores      | Total de eleitores         | 136.844                       | 100%                          |
| Eleito(a)               |                            |                               |                               |

| Partido | Partido | Candidato               | Votos   | Votos (%) |
| ------- | ------- | ----------------------- | ------- | --------- |
|         | PPS     | Fernando Bezerra Coelho | 41 001  | 38,38%    |
|         | PSB     | Gonzaga Patriota        | 37 460  | 35,06%    |
|         | PFL     | Osvaldo Coelho          | 28 377  | 26,56%    |
| Totais  | Totais  | Totais                  | 106 838 |           |

### Vereadores

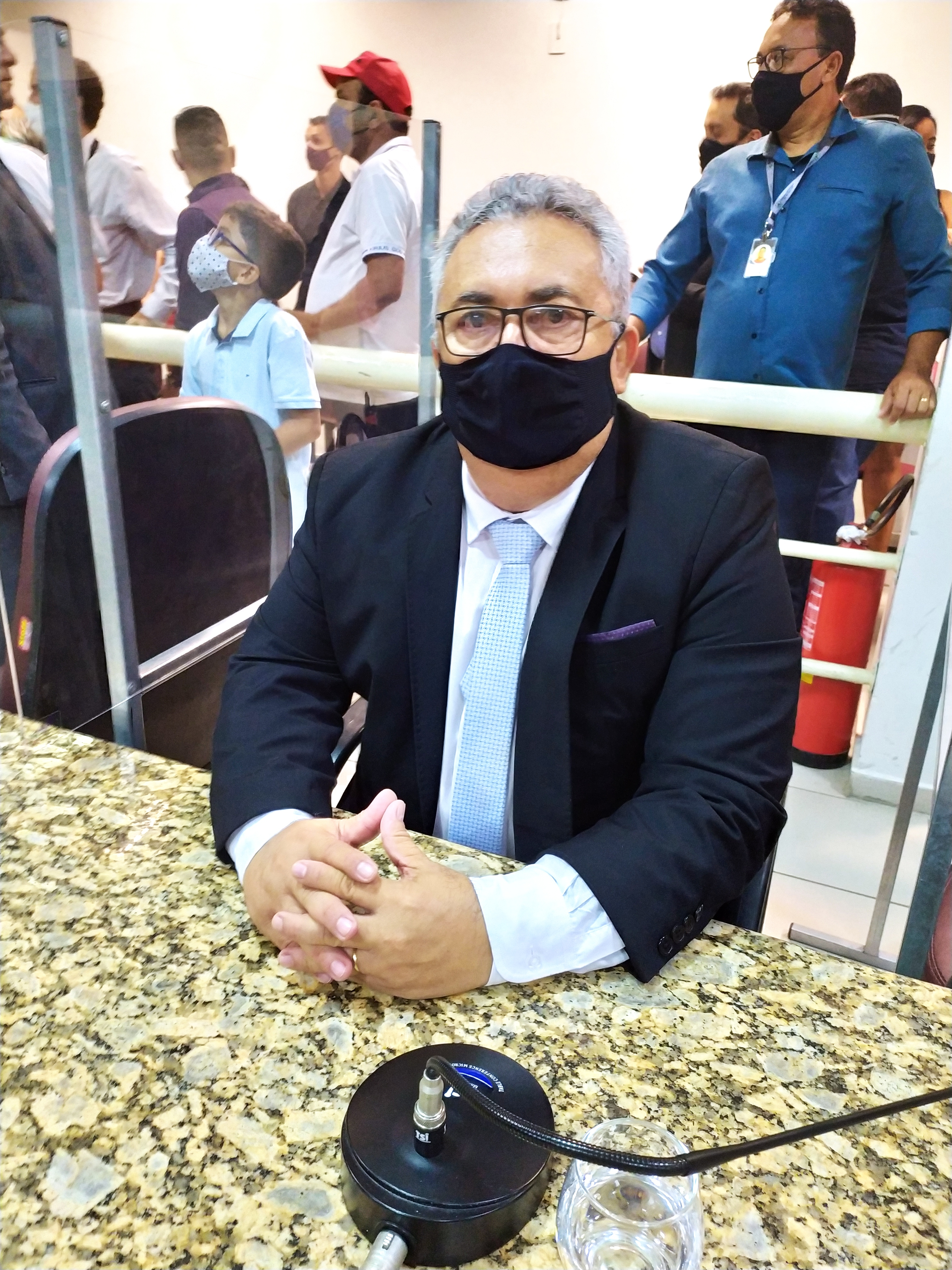
Vereador Ruy Wanderley que se tornou presidente da Câmara Municipal de Petrolina.

|     | Vereadores Eleitos                         | Partido | Votos |
| --- | ------------------------------------------ | ------- | ----- |
| 1°  | Antônio Quirino (Sargento Quirino)         | PSB     | 2.859 |
| 2°  | Ruy Wanderley Goncalves de Sa              | PSL     | 2.679 |
| 3°  | Deilson Freire Mororo                      | PSDB    | 2.637 |
| 4°  | Moises Severiano Alve                      | PTB     | 2.438 |
| 5°  | Jorge Gomes da Silva (Jorjão)              | PSL     | 2.418 |
| 6°  | Paulo Cavalcanti Rodrigues                 | PDT     | 2.275 |
| 7°  | Paulo Afonso de Souza (Paulo Afonso)       | PPS     |       |
| 8°  | Francisco Savio de Carvalho                | PPS     |       |
| 9°  | Pedro Norberto de Melo Souza               | PP      |       |
| 10° | Augusto Cesar Rodrigues Durando            | PFL     |       |
| 11° | Maria Elena de Alencar                     | PMDB    |       |
| 12° | Jose Crispiniano Coelho (Dedé da Simpatia) | PSDB    |       |
| 13° | Raimunda Maria Sol Posto dos Santos        | PFL     |       |